# Cat Hulbert
Cathy Hulbert (conocida como "Cat") es una jugadora profesional de cartas americana retirada. Fue una de las primeras jugadoras profesionales a nivel mundial en tener una tarjeta de contador. La revista Card Player la nombró como una de las jugadoras top de 7-cartas en el mundo en 1996.[cita requerida]

## Vida
Hulbert nació en 1950, fue una de los seis hijos de un camionero y un enfermero. Dejó  la escuela a los 15 años para comenzar la universidad. Primero desarrolló un interés en el juego cuando investigó la industria como ayudante del líder de la minoría del Senado Estatal de Nueva York, asistió a un curso de blackjack, y en 1977, en la edad de 25, se mudó a Las Vega.
Hulbert se convirtió una de las primeras mujeres contadoras profesionales de cartas, miembro del equipo de Checoslovaquia, y compañera de Ken Uston. Cambió a las 7-cartas y comenzó a salir con David Heyden. En 1996, la revista Card Player le nombró como una de los mejores jugadoras de 7-cartas en el mundo, siendo la única mujer de la lista.  La Red de Espectáculo del Juego (Game Show Network) le llamó "el mejor jugadora femenina de la tierra". Da clases de póquer para mujeres.
Hulbert contrató personas mayores de setenta años para jugar en las máquinas tragaperras de los casinos.
En 2016,  fue nombrada una de las 100 Mujeres de BBC.

## Vida personal
Hulbert fue diagnosticada con desorden bipolar en 1990. Ha estado casada dos veces, ambos matrimonios que acabaron en divorcio. Desde que comenzó su lucha contra el cáncer,  se retiró como jugadora profesional y trabaja como un asesora de casino en línea.[cita requerida]